# Peste blanche (maladie du corail)
 Mise en garde médicale
La peste blanche du corail est un type de maladie corallienne dont trois types ont été identifiés, premièrement dans les Keys de Floride. Il s’agit de maladies infectieuses, mais il est difficile d’identifier les agents pathogènes impliqués. La peste blanche de type II peut être causée par la bactérie Gram négative Aurantimonas coralicida de l'ordre des Hyphomicrobiens, mais d'autres bactéries ont également été associées aux coraux malades et des virus peuvent également être impliqués.
En 1977, une maladie des coraux scléractiniaires est apparue sur les récifs au large des Keys de Floride aux États-Unis et a été appelée peste blanche. Elle provoquait des lésions blanches et s'est avérée être une maladie infectieuse, particulièrement répandue chez Mycetophyllia ferox . Cette maladie causait peu de mortalité et se manifestait de façon sporadique, mais était encore présente dans la région en 1984. On l'appelle désormais peste blanche de type I. 
En 1995, une nouvelle maladie corallienne a été décrite comme une maladie épizootique dans les mêmes récifs des Keys de Floride. De nombreuses espèces de coraux présentes dans la zone ont été touchées et le taux de mortalité de celles-ci a atteint 38 %. L'agent pathogène impliqué s'est avéré être une espèce de bactérie jusqu'alors inconnue de l'ordre des Hyphomicrobiens, qui a été placée dans le genre nouvellement créé Aurantimonas et a reçu le nom d'Aurantimonas coralicida, et la maladie a été décrite comme la peste blanche de type II. L'agent pathogène a été isolé d'une colonie malade de Dichocoenia stokesi et cultivé en laboratoire, puis utilisé pour inoculer deux colonies saines qui ont ensuite développé la maladie. Au cours des mois suivants, il s'est répandu sur 200 km (124 mi) autour du récif et a tué dix-sept espèces de coraux. Au cours des quatre années suivantes, la maladie s'est propagée davantage, mais elle était plus grave dans des régions différentes chaque année.
La peste blanche est une maladie énigmatique. Des recherches plus poussées ont mis en doute le rôle d'A. coralicida comme agent causal en découvrant que la bactérie se trouvait sur des parties saines de colonies d'Orbicella annularis affectées par la peste blanche mais était absente des parties malades. Dans ces colonies malades, une α-protéobactérie semblable à celle qui provoque une maladie chez les huîtres juvéniles a été mise en cause, étant trouvée sur les parties malades du corail mais pas sur les tissus sains. Ces résultats anormaux peuvent être causés par le fait qu'il existe deux ou plusieurs maladies présentant des symptômes similaires, toutes deux connues sous le nom de peste blanche.
En 1999, une troisième variante, encore plus virulente, est apparue dans le Nord des Keys de Floride. La peste blanche de type III touchait principalement Colpophyllia natans et Orbicella annularis.
Une maladie semblable à la peste blanche signalée dans la mer Rouge en 2005 s'est avérée être causée par un agent pathogène bactérien différent, Thalassomonas loyana. Des recherches plus poussées ont montré que des virus pourraient être impliqués dans les infections de la peste blanche, les petits virus circulaires à ADN simple brin (SCSDV) étant présents en association avec les tissus malades. Ce groupe de virus est connu pour provoquer des maladies chez les plantes et les animaux.

## Description
Décrite par la première fois par le professeur Philip Dustan (professeur à l'université de Charleston), la peste blanche de type I produit des lésions sur n'importe quelle partie de la colonie. Ces dernières augmentent graduellement en taille, avançant a un rythme de quelques millimètres par jour. La limite entre le corail sain et les lésions est très visible sur les coraux. Le type II, premièrement découvert en 1955 est similaire, mais généralement commence à la base de la colonie et avance a une vitesse plus rapide, jusqu'à deux centimètres par jour. La peste blanche de type III avance de plus de deux centimètres par jour.